# Valldalgorfa
Valldalgorfa (en aragonès: Val d'Algorfa, en castellà: Valdealgorfa) és un municipi de l'Aragó, de la comarca del Baix Aragó.

## Llocs d'interès
- Casa palau d'Antoni Puig (s. XVI-XVII). Més tard del baró d'Andilla.
- Casa consistorial
- Església de la Natividad de Nuestra Señora (segle xviii). Al seu interior el retaule major barroc i l'orgue del segle xviii.
- Portals: el portal d'Alcanyís, el portal de sant Roc, sobre el qual va construir-se la capilla dedicada a aquest sant del segle xvii, el del Cantón de Marco i el del Perche.
- Ermita de Santa Bàrbara
- Capella del Buen Suceso
- La Nevera. Es un pou de glaç (s. XVII) situat al barranc de las Fuentes, per la carretera que es dirigeix a l'antiga estació del ferrocarril.

## Personatges
- Julián Casanova Ruiz, historiador.